# Juan Alberto Schiaffino
Pour les articles homonymes, voir Schiaffino.
Juan Alberto Schiaffino, né le 28 juillet 1925 à Montevideo (Uruguay) et mort le 13 novembre 2002 dans la même ville, est un joueur et entraîneur de football uruguayen, naturalisé italien.
En tant qu'attaquant il joue à Peñarol en Uruguay, puis au Milan AC et à l'AS Rome en Italie. Avec l'équipe d'Uruguay, il remporte la Coupe du monde de 1950. Il compte également plusieurs sélections en équipe d'Italie.

## Biographie

### Carrière en club
Schiaffino naît à Montevideo d'un père d'origine italienne et d'une mère paraguayenne. Il découvre le football sur les terrains du quartier de Pocitos puis dans différents clubs de Montevideo, notamment l'équipe du quartier de Palermo (es) et travaille comme boulanger puis comme ouvrier. En 1943, il participe avec son frère Raúl à un tournoi de détection du Club Atlético Peñarol, l'un des plus grands clubs du pays, qui signe les deux jeunes.
Alors que Raúl, de trois ans son aîné, montre vite ses qualités de buteur en équipe première (il est le meilleur buteur du Championnat d'Uruguay de football en 1945), Juan fait ses classes en équipe réserve. Il fait ses débuts en sélection en janvier 1946, aux côtés de son frère Raul, alors qu'il n'a semble-t-il encore jamais joué en championnat avec Peñarol. Il s'impose cependant peu de temps comme un joueur hors-normes au poste de milieu offensif, brillant par ses nombreux buts et passes décisives. Bientôt surnommé El Pepe, il est comparé à José Piendibene, gloire du club dans les années 1920.
Juan Schiaffino compose avec Ghiggia, Hohberg, Míguez et Vidal La máquina del 49 en français : « la machine de 1949 », une ligne d'attaque considérée comme l'une des plus brillantes équipes de l'histoire du club. Le club aurinegro remporte le championnat d'Uruguay en 1949, 1951, 1953 et 1954. En neuf saisons, Schiaffino joue 227 matchs de championnat et inscrit 88 buts. Il compte aussi à son palmarès cinq éditions du Torneo Competencia (1946, 1947, 1949, 1951, 1953) et huit autres du Torneo de Honor.

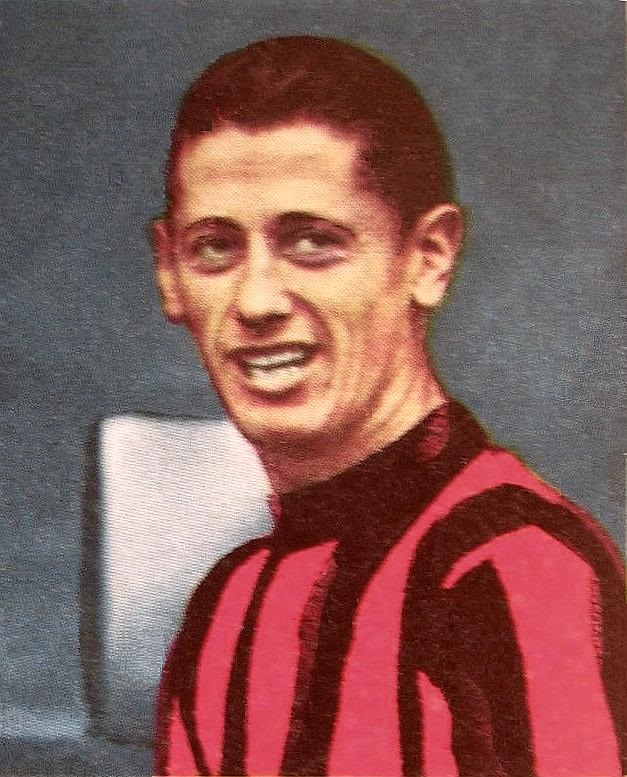
Juan Alberto Schiaffino en 1959 (AC Milan).

En 1954, profitant de sa présence en Suisse pour la Coupe du monde, le club italien de l'AC Milan l'achète à Peñarol pour une somme de 52 millions de lires (estimée en 2006 à 103 000 €), une somme record à l'époque. Schiaffino a alors 29 ans. Il joue son dernier match pour Peñarol le 25 juillet 1954 et rejoint ensuite Milan, où il doit attendre sa nationalisation italienne pour être qualifié, le club comptant déjà deux étrangers dans son effectif. Il fait ses débuts en Serie A le 19 septembre en signant un doublé contre Trieste. 
Malgré le poids des ans, sa vision du jeu et ses passes si précises lui permettent de jouer à un très bon niveau. Il remporte le championnat d'Italie en 1955, pour sa première saison, puis la Coupe Latine pendant l'été 1956. Malgré des relations difficiles avec le nouvel entraîneur Gipo Viani, il contribue largement aux deux nouveaux titres de 1957 et 1959. Les Milanais atteignent aussi la finale de la Coupe des clubs champions européens en 1958, grâce notamment aux trois buts de Schiaffino en demi-finale face à Manchester United. Il ouvre le score en finale face au Real Madrid d'Alfredo Di Stéfano, l'<<autre>> grand joueur du moment, qui l'emporte finalement après prolongation (2-3). Il dispute en six saisons 149 matchs de Serie A avec le Milan AC et marque 47 buts, 171 matchs et 60 buts toutes compétitions confondues. Il conseille le club sur le choix de son remplaçant, le jeune Gianni Rivera, auquel il livre de précieux conseils et qui deviendra un des joueurs les plus emblématiques de l'histoire du club.
Trois ans après un transfert avorté au dernier moment, Schiaffino est transféré à l'AS Rome en 1960 contre 102 millions de livres, une somme d'autant plus considérable qu'il a bientôt 35 ans. L'Uruguayen y joue au milieu ou en défense, comme libéro, mais n'a plus l'endurance physique de ses années à Milan. L'équipe romaine remporte la Coupe des villes de foires 1960-1961 en octobre 1961, mais il n'en joue pas la finale. Il joue effectivement de moins en moins lors de la saison 1961-1962 et dispute son dernier match le 4 février 1962.

### En équipe nationale

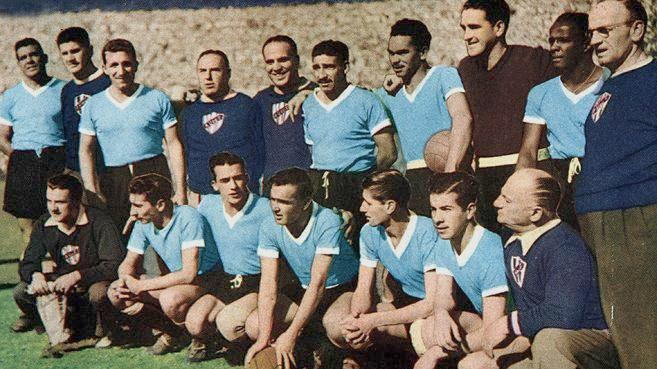
La sélection uruguayenne en 1950. Schiaffino est le 3e assis en partant de la droite.

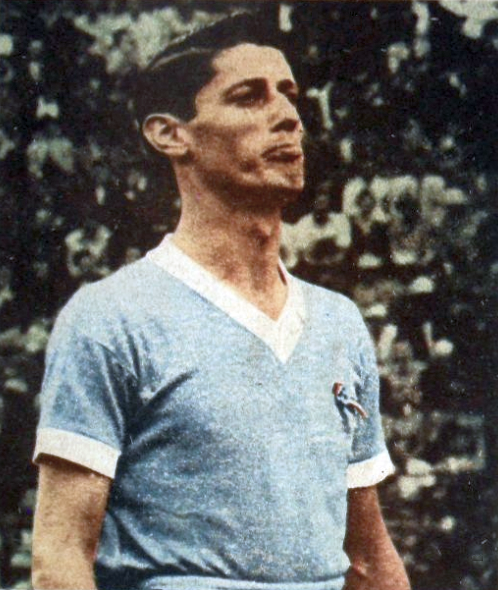
Schiaffino en 1950.

Schiaffino a la particularité d'avoir porté le maillot de deux équipes nationales : l'équipe d'Uruguay de 1946 à 1954 puis l’équipe d'Italie de 1954 à 1958.
Juan Schiaffino honore sa première sélection, non officielle, le 29 décembre 1945 face à l'Argentine, au cours de laquelle il réalise une passe décisive pour son frère Raúl. Il joue ensuite trois éditions de Copa Rio Branco face au Brésil, en 1946, 1947 et 1948, mais comme les autres vedettes de son club, il ne participe pas aux différentes éditions du championnat sud-américain.
Sélectionné pour la Coupe du monde de football de 1950, organisée par le Brésil, il inscrit deux buts lors de la facile victoire du premier tour face à la Bolivie (8-0) et participe aux trois matchs du tour final. Après un nul contre l'Espagne et une victoire sur la Suède, l'Uruguay doit l'emporter lors du match décisif face au Brésil, grand favori, pour gagner le tournoi. Schiaffino réalise une grande prestation, inscrit le but égalisateur et offre le 2e but à Ghiggia. Il est élu meilleur joueur du tournoi.
Après la Coupe du monde il reste pratiquement quatre ans sans porter le maillot national, en faisant l'impasse, comme d'autres, sur la première édition du championnat panaméricain en 1952 et le Championnat sud-américain de 1953. 
Schiaffino participe à la Coupe du monde de football de 1954 au cours de laquelle l'équipe d'Uruguay termine quatrième. Sa sortie sur blessure en demi-finale face à la Hongrie handicape largement son équipe, qui s'incline 4-2 après prolongation. Du fait de son transfert en Italie , il jouera son dernier match pour la Celeste lors de la petite finale, perdue 1-3 contre l'Autriche.
Il totalise 21 sélections avec l'équipe d'Uruguay et marque 8 buts, dont neuf matchs et cinq buts en Coupe du monde. Il est sélectionné quatre fois dans l'équipe d'Italie.

### Reconversion
À sa retraite sportive, Schiaffino retourne en Uruguay, où il réalise plus tard une éphémère carrière d'entraîneur. Il dirige de 1974 à 1975 la sélection d'Uruguay, à l'occasion de la Copa América 1975. La saison suivante, il occupe le banc de Peñarol.

## Caractéristiques comme joueur
Longiligne, Schiaffino est un milieu de terrain complet et polyvalent, doué d'une technique et d'un contrôle de balle remarquables,. Sa vision du jeu est exceptionnelle, lui permettant d'anticiper comme personne les situations de jeu, ce qui fera dire à son coéquipier à Milan Cesare Maldini qu'il a « un radar à la place du cerveau ». Sa frappe de balle précise et son réalisme lui permettent de marquer relativement souvent malgré une puissance modeste,. 
D'abord essentiellement porté sur l'offensive, notamment lors de la Coupe du monde de 1950, il recule après son départ à Milan et devient regista, un milieu de terrain placé devant la défense et chargé d'organiser le jeu, un poste clé en Italie. En fin de carrière à Rome, il jouera même parfois libéro, derrière la défense. Il use d'un geste rare à l'époque, le tacle glissé, qui lui permet de récupérer nombre de ballons.
Son talent de footballeur est resté réputé bien après sa carrière. En 2000 il apparaît au 17e rang du classement du meilleur joueur du XXe siècle selon l'IFFHS. Son nom est cité dans sept des douze classements des meilleurs joueurs du siècle sélectionnés par RSSSF en 2009.

## Palmarès
Uruguay
- Vainqueur de la Coupe du monde en 1950

Peñarol 
- Champion d'Uruguay en 1949, 1951, 1953 et 1954

Milan AC
- Champion d'Italie en 1955, 1957 et 1959
- Vice-champion d'Italie en 1956
- Vainqueur de la Coupe Latine en 1956

AS Rome 
- Vainqueur de la Coupe des villes de foires en 1961 (ne joue pas la finale)

### Statistiques
| Saison        | Club               | Championnat   | Championnat | Championnat | Coupe nationale | Coupe nationale | Coupe nationale | Continental | Continental | Continental | Autres    | Autres | Autres | Total  | Total |
| Saison        | Club               | Comp.         | Matchs      | Buts        | Comp.           | Matchs          | Buts            | Comp.       | Matchs      | Buts        | Comp.     | Matchs | Buts   | Matchs | Buts  |
| ------------- | ------------------ | ------------- | ----------- | ----------- | --------------- | --------------- | --------------- | ----------- | ----------- | ----------- | --------- | ------ | ------ | ------ | ----- |
| 1945          | Peñarol ( Uruguay) | PD            | 0           | 0           | ?               | ?               | ?               | -           | -           | -           | ?         | ?      | ?      | ?      | ?     |
| 1946          | Peñarol ( Uruguay) | PD            | 23          | 13          | ?               | ?               | ?               | -           | -           | -           | ?         | ?      | ?      | 23     | 13    |
| 1947          | Peñarol ( Uruguay) | PD            | 19          | 5           | ?               | ?               | ?               | -           | -           | -           | ?         | ?      | ?      | 19     | 5     |
| 1948          | Peñarol ( Uruguay) | PD            | 24          | 11          | ?               | ?               | ?               | -           | -           | -           | ?         | ?      | ?      | 24     | 11    |
| 1949          | Peñarol ( Uruguay) | PD            | 31          | 13          | ?               | ?               | ?               | -           | -           | -           | ?         | ?      | ?      | 31     | 13    |
| 1950          | Peñarol ( Uruguay) | PD            | 16          | 7           | ?               | ?               | ?               | -           | -           | -           | ?         | ?      | ?      | 16     | 7     |
| 1951          | Peñarol ( Uruguay) | PD            | 34          | 9           | ?               | ?               | ?               | -           | -           | -           | ?         | ?      | ?      | 34     | 9     |
| 1952          | Peñarol ( Uruguay) | PD            | 38          | 20          | ?               | ?               | ?               | -           | -           | -           | ?         | ?      | ?      | 38     | 20    |
| 1953          | Peñarol ( Uruguay) | PD            | 34          | 7           | ?               | ?               | ?               | -           | -           | -           | ?         | ?      | ?      | 34     | 7     |
| 1954          | Peñarol ( Uruguay) | PD            | 8           | 3           | ?               | ?               | ?               | -           | -           | -           | ?         | ?      | ?      | 8      | 3     |
| Total Peñarol | Total Peñarol      | Total Peñarol | 227         | 88          |                 | ?               | ?               |             | 0           | 0           |           | ?      | ?      | 227    | 88    |
| 1954-1955     | AC Milan ( Italie) | A             | 27          | 15          | -               | -               | -               | -           | -           | -           | C. Latine | 1      | -      | 28     | 15    |
| 1955-1956     | AC Milan ( Italie) | A             | 29          | 16          | -               | -               | -               | CC          | 6           | 3           | C. Latine | 2      | 3      | 37     | 22    |
| 1956-1957     | AC Milan ( Italie) | A             | 29          | 9           | -               | -               | -               | -           | -           | -           | C. Latine | -      | -      | 29     | 9     |
| 1957-1958     | AC Milan ( Italie) | A             | 17          | 3           | CI              | 3               | 2               | CC          | 6           | 5           | -         | -      | -      | 26     | 10    |
| 1958-1959     | AC Milan ( Italie) | A             | 27          | 2           | CI              | 2               | -               | -           | -           | -           | CA        | -      | -      | 29     | 2     |
| 1959-1960     | AC Milan ( Italie) | A             | 20          | 2           | CI              | -               | -               | CC          | 1           | -           | CA        | 1      | -      | 22     | 2     |
| Total Milan   | Total Milan        | Total Milan   | 149         | 47          |                 | 5               | 2               |             | 13          | 8           |           | 4      | 3      | 171    | 60    |
| 1960-1961     | AS Roma ( Italie)  | A             | 29          | 3           | CI              | 1               | -               | Cvf         | 7           | -           | -         | -      | -      | 37     | 3     |
| 1961-1962     | AS Roma ( Italie)  | A             | 10          | -           | CI              | -               | -               | Cvf         | -           | -           | CA+TCdS   | -      | -      | 10     | -     |
| Total Roma    | Total Roma         | Total Roma    | 39          | 3           |                 | 1               | -               |             | 7           | -           |           | -      | -      | 47     | 3     |
| Total         | Total              | Total         | 415         | 138         |                 | 6               | 2               |             | 20          | 8           |           | 4      | 3      | 445    | 151   |